# 함대훈
함대훈(咸大勳, 1907년 8월 21일 ~ 1949년 3월 21일)은 일제강점기와 대한민국 건국 초기의 연극인이자 소설가이다. 아호는 일보(一步)이다.

## 생애
황해도 송화군 출신이다. 중앙고등보통학교를 졸업하고 일본에 유학하여 도쿄 외국어학교에서 러시아문학을 전공했다. 유학 시절부터 외국문학을 전공하는 도쿄 유학생들과 함께 해외문학연구회를 조직하여 《해외문학》, 《문예월간》 등 문학 잡지에 번역물과 평론을 게재해 활동을 시작했다.
1931년 해외문학연구회 동료들인 김진섭, 이하윤, 정인섭 등과 함께 극예술연구회를 조직하였다. 극연의 창단 공연작은 니콜라이 고골리의 풍자극인 《검찰관》이었는데 함대훈이 번역한 것이다.  이 시기에 러시아문학 전공자 가운데 독보적인 인물로서 신극 운동에 많은 영향을 끼쳤다.
이후 유치진과 함께 극예술연구회의 후신인 극연좌에서 활동하였고 남녀간 애정을 중심으로 한 통속 소설도 발표했다. 소설 가운데 가장 유명한 작품은 《순정해협》으로, 신경균이 동명의 영화로 제작하기도 했다.
1933년 카프 계열의 경향파 문학을 대표하는 임화와 함께, 백철의 우경화된 인간묘사론을 공격하면서 벌어진 '형상 논쟁'도 유명하다. 임화와 함대훈은 이 논쟁을 계기로 프로 문학의 본질에 대한 정견 차이를 드러냈다.
일제 강점기 말기에 정인섭, 유치진과 함께 친일 연극 단체인 국민연극연구소를 세우고 소장을 맡았고, 조선문인협회에서도 활동했다. 2008년 민족문제연구소가 선정한 친일인명사전 수록예정자 명단 연극/영화 부문에 포함되었다. 1940년 《매일신보》에 〈우리들과 지원병〉을 기고하는 등 총 11편의 친일 저작물이 확인되어 친일 문학인 42인 명단에도 들어 있다. 2009년 친일반민족행위진상규명위원회가 발표한 친일반민족행위 705인 명단에도 포함되었다.
태평양 전쟁 종전 직후 《한성일보》 편집국장을 역임했다. 곧이어 경찰에 투신하여 미군정의 군정청 공안국장과 공보국장을 맡았으며, 국립경찰전문학교 교장을 역임했다. 국립경찰전문학교 교장 재직 중 뇌일혈로 사망했다.

## 참고자료
- 권영민 (2004년 2월 25일). 《한국현대문학대사전》. 서울: 서울대학교출판부. 1048쪽쪽. ISBN 89-521-0461-7.
- 강옥희,이영미,이순진,이승희 (2006년 12월 15일). 《식민지시대 대중예술인 사전》. 서울: 소도. 347~349쪽쪽. ISBN 978-89-90626-26-4.